# HD 61330
HD 61330 är en trippelstjärna belägen i den mellersta delen av stjärnbilden Akterskeppet, som också har Bayer-beteckningen f Puppis. Den har en  skenbar magnitud av ca 4,53 och är svagt synlig för blotta ögat där ljusföroreningar ej förekommer. Baserat på parallaxmätning inom Hipparcosuppdraget på ca 9,1 mas, beräknas den befinna sig på ett avstånd på ca 360 ljusår (ca 110 parsek) från solen. Den rör sig bort från solen med en heliocentrisk radialhastighet på ca 24 km/s.

## Egenskaper
Primärstjärnan HD 61330 A är en blå till vit underjättestjärna i huvudserien av spektralklass B8 IV. Den har en massa som är ca 3,6 solmassor, en radie som är ca 3,5 solradier och har ca 270 gånger solens utstrålning av energi från dess fotosfär vid en effektiv temperatur av ca 11 500 K.
En följeslagare HD 61330 C är en stjärna av magnitud 6,07, som cirkulerar kring primärstjärnan i en bana med excentricitet 0,64 och en omloppsperiod av 81 år. En annan närmare följeslagare, HD 61330 B, en stjärna av magnitud 6,1 och separerad med 0,1 bågsekund, har rapporterats, men efterföljande observatörer har upprepade gånger misslyckats med att bekräfta denna.